# UEFA Champions League slutspil 2008-09
Slutspillet i UEFA Champions League 2008-09 startede den 24. februar 2009 og sluttede den 27. maj 2009 med finalen på Stadio Olimpico i Rom. 16 hold deltog i slutspillet i UEFA Champions League 2008-09.
Fra ottendedelsfinalerne til og med semifinalerne spillede holdene to kampe mod hinanden på henholdsvis hjemme- og udebane. I ottendelsfinalerne mødte gruppevinderne en andenplads fra en anden gruppe. Lodtrækningen til ottendedelsfinalerne fandt sted den 19. december 2008 i Nyon, Schweiz, mens lodtrækningen til kvartfinalerne og semifinalerne blev foretaget den 13. marts 2009 samme sted.

## Kvalificerede hold
| Gruppe | Vinder (seedet i ottendedelsfinalen) | Nummer to (useedet i ottendedelsfinalen) |
| ------ | ------------------------------------ | ---------------------------------------- |
| A      | Roma                                 | Chelsea                                  |
| B      | Panathinaikos                        | Internazionale                           |
| C      | Barcelona                            | Sporting CP                              |
| D      | Liverpool                            | Atlético Madrid                          |
| E      | Manchester United                    | Villarreal                               |
| F      | Bayern München                       | Lyon                                     |
| G      | Porto                                | Arsenal                                  |
| H      | Juventus                             | Real Madrid                              |

## Overblik
|  | Ottendedelsfinaler | Ottendedelsfinaler | Ottendedelsfinaler | Ottendedelsfinaler |   |                   | Kvartfinaler | Kvartfinaler | Kvartfinaler | Kvartfinaler |  |                   | Semifinaler | Semifinaler | Semifinaler | Semifinaler |           |   | Finale | Finale |
|  |                    |                    |                    |                    |   |                   |              |              |              |              |  |                   |             |             |             |             |           |   |        |        |
|  | Lyon               | 1                  | 2                  | 3                  |   |                   |              |              |              |              |  |                   |             |             |             |             |           |   |        |        |
|  | Barcelona          | 1                  | 5                  | 6                  |   |                   |              |              |              |              |  |                   |             |             |             |             |           |   |        |        |
|  | Barcelona          | 1                  | 5                  | 6                  |   | Barcelona         | 4            | 1            | 5            |              |  |                   |             |             |             |             |           |   |        |        |
|  |                    |                    |                    |                    |   | Barcelona         | 4            | 1            | 5            |              |  |                   |             |             |             |             |           |   |        |        |
|  |                    | Bayern München     | 0                  | 1                  | 1 |                   |              |              |              |              |  |                   |             |             |             |             |           |   |        |        |
|  | Sporting           | Bayern München     | 0                  | 1                  | 1 | 0                 | 1            | 1            |              |              |  |                   |             |             |             |             |           |   |        |        |
|  | Sporting           |                    |                    |                    |   | 0                 | 1            | 1            |              |              |  |                   |             |             |             |             |           |   |        |        |
|  | Bayern München     | 5                  | 7                  | 12                 |   |                   |              |              |              |              |  |                   |             |             |             |             |           |   |        |        |
|  | Bayern München     | 5                  | 7                  | 12                 |   |                   |              |              |              |              |  | Barcelona (u)     | 0           | 1           | 1           |             |           |   |        |        |
|  |                    |                    |                    |                    |   |                   |              |              |              |              |  | Barcelona (u)     | 0           | 1           | 1           |             |           |   |        |        |
|  |                    | Chelsea            | 0                  | 1                  | 1 |                   |              |              |              |              |  |                   |             |             |             |             |           |   |        |        |
|  | Real Madrid        | Chelsea            | 0                  | 1                  | 1 | 0                 | 0            | 0            |              |              |  |                   |             |             |             |             |           |   |        |        |
|  | Real Madrid        |                    |                    |                    |   | 0                 | 0            | 0            |              |              |  |                   |             |             |             |             |           |   |        |        |
|  | Liverpool          | 1                  | 4                  | 5                  |   |                   |              |              |              |              |  |                   |             |             |             |             |           |   |        |        |
|  | Liverpool          | 1                  | 4                  | 5                  |   | Liverpool         | 1            | 4            | 5            |              |  |                   |             |             |             |             |           |   |        |        |
|  |                    |                    |                    |                    |   | Liverpool         | 1            | 4            | 5            |              |  |                   |             |             |             |             |           |   |        |        |
|  |                    | Chelsea            | 3                  | 4                  | 7 |                   |              |              |              |              |  |                   |             |             |             |             |           |   |        |        |
|  | Chelsea            | Chelsea            | 3                  | 4                  | 7 | 1                 | 2            | 3            |              |              |  |                   |             |             |             |             |           |   |        |        |
|  | Chelsea            |                    |                    |                    |   | 1                 | 2            | 3            |              |              |  |                   |             |             |             |             |           |   |        |        |
|  | Juventus           | 0                  | 2                  | 2                  |   |                   |              |              |              |              |  |                   |             |             |             |             |           |   |        |        |
|  | Juventus           | 0                  | 2                  | 2                  |   |                   |              |              |              |              |  |                   |             |             |             |             | Barcelona | 2 |        |        |
|  |                    |                    |                    |                    |   |                   |              |              |              |              |  |                   |             |             |             |             |           | 2 |        |        |
|  |                    | Manchester United  | 0                  |                    |   |                   |              |              |              |              |  |                   |             |             |             |             |           |   |        |        |
|  | Inter              | Manchester United  | 0                  | 0                  | 0 | 0                 |              |              |              |              |  |                   |             |             |             |             |           |   |        |        |
|  | Inter              |                    |                    | 0                  | 0 | 0                 |              |              |              |              |  |                   |             |             |             |             |           |   |        |        |
|  | Manchester United  | 0                  | 2                  | 2                  |   |                   |              |              |              |              |  |                   |             |             |             |             |           |   |        |        |
|  | Manchester United  | 0                  | 2                  | 2                  |   | Manchester United | 2            | 1            | 3            |              |  |                   |             |             |             |             |           |   |        |        |
|  |                    |                    |                    |                    |   | Manchester United | 2            | 1            | 3            |              |  |                   |             |             |             |             |           |   |        |        |
|  |                    | Porto              | 2                  | 0                  | 2 |                   |              |              |              |              |  |                   |             |             |             |             |           |   |        |        |
|  | Atlético Madrid    | Porto              | 2                  | 0                  | 2 | 2                 | 0            | 2            |              |              |  |                   |             |             |             |             |           |   |        |        |
|  | Atlético Madrid    |                    |                    |                    |   | 2                 | 0            | 2            |              |              |  |                   |             |             |             |             |           |   |        |        |
|  | Porto (u)          | 2                  | 0                  | 2                  |   |                   |              |              |              |              |  |                   |             |             |             |             |           |   |        |        |
|  | Porto (u)          | 2                  | 0                  | 2                  |   |                   |              |              |              |              |  | Manchester United | 1           | 3           | 4           |             |           |   |        |        |
|  |                    |                    |                    |                    |   |                   |              |              |              |              |  | Manchester United | 1           | 3           | 4           |             |           |   |        |        |
|  |                    | Arsenal            | 0                  | 1                  | 1 |                   |              |              |              |              |  |                   |             |             |             |             |           |   |        |        |
|  | Villarreal         | Arsenal            | 0                  | 1                  | 1 | 1                 | 2            | 3            |              |              |  |                   |             |             |             |             |           |   |        |        |
|  | Villarreal         |                    |                    |                    |   | 1                 | 2            | 3            |              |              |  |                   |             |             |             |             |           |   |        |        |
|  | Panathinaikos      | 1                  | 1                  | 2                  |   |                   |              |              |              |              |  |                   |             |             |             |             |           |   |        |        |
|  | Panathinaikos      | 1                  | 1                  | 2                  |   | Villarreal        | 1            | 0            | 1            |              |  |                   |             |             |             |             |           |   |        |        |
|  |                    |                    |                    |                    |   | Villarreal        | 1            | 0            | 1            |              |  |                   |             |             |             |             |           |   |        |        |
|  |                    | Arsenal            | 1                  | 3                  | 4 |                   |              |              |              |              |  |                   |             |             |             |             |           |   |        |        |
|  | Arsenal (str.)     | Arsenal            | 1                  | 3                  | 4 | 1                 | 0            | 1 (7)        |              |              |  |                   |             |             |             |             |           |   |        |        |
|  | Arsenal (str.)     |                    |                    |                    |   | 1                 | 0            | 1 (7)        |              |              |  |                   |             |             |             |             |           |   |        |        |
|  | Roma               | 0                  | 1                  | 1 (6)              |   |                   |              |              |              |              |  |                   |             |             |             |             |           |   |        |        |

## Ottendedelsfinaler
De første kampe blev spillet den 24. og 25. februar, mens returkampene blev spillet den 10. og 11. marts.
| Hold 1          | Samlet         | Hold 2            | 1. kamp | 2. kamp    |
| --------------- | -------------- | ----------------- | ------- | ---------- |
| Chelsea         | 3–2            | Juventus          | 1-0     | 2-2        |
| Villarreal      | 3–2            | Panathinaikos     | 1–1     | 2–1        |
| Sporting        | 1–12           | Bayern München    | 0–5     | 1–7        |
| Atlético Madrid | 2–2 (u)        | Porto             | 2–2     | 0–0        |
| Lyon            | 3–6            | Barcelona         | 1–1     | 2–5        |
| Real Madrid     | 0-5            | Liverpool         | 0–1     | 0–4        |
| Arsenal         | 1-1 (7-6 str.) | AS Roma           | 1–0     | 0–1 (e.f.s |
| Inter           | 0–2            | Manchester United | 0–0     | 0–2        |

| 24. februar 2009 20:45 |

| Atlético Madrid             | 2–2     | Porto               |
| --------------------------- | ------- | ------------------- |
| Rodríguez 3' · Forlán 45+2' | Rapport | Lisandro 22', 72' · |

| Vicente Calderón Stadion, Madrid Tilskuere: 47.000 Dommer: Howard Webb (England) |

| 24. februar 2009 20:45 |

| Lyon       | 1–1     | Barcelona   |
| ---------- | ------- | ----------- |
| Juninho 7' | Rapport | Henry 67' · |

| Stade de Gerland, Lyon Tilskuere: 39.258 Dommer: Wolfgang Stark (Tyskland) |

| 24. februar 2009 20:45 |

| Arsenal               | 1–0     | Roma |
| --------------------- | ------- | ---- |
| Van Persie 37' (str.) | Rapport |      |

| Emirates Stadion, London Tilskuere: 60.003 Dommer: Claus Bo Larsen (Danmark) |

| 24. februar 2009 20:45 |

| Internazionale | 0–0     | Manchester United |
| -------------- | ------- | ----------------- |
|                | Rapport |                   |

| San Siro, Milano Tilskuere: 80.018 Dommer: Luis Medina Cantalejo (Spanien) |

| 25. februar 2009 20:45 |

| Villarreal       | 1–1     | Panathinaikos    |
| ---------------- | ------- | ---------------- |
| Rossi 67' (str.) | Rapport | Karagounis 59' · |

| Estadio El Madrigal, Villarreal Tilskuere: 21.810 Dommer: Konrad Plautz (Østrig) |

| 25. februar 2009 20:45 |

| Real Madrid | 0–1     | Liverpool      |
| ----------- | ------- | -------------- |
|             | Rapport | Benayoun 82' · |

| Santiago Bernabéu Stadion, Madrid Tilskuere: 71.579 Dommer: Roberto Rosetti (Italien) |

| 25. februar 2009 20:45 |

| Sporting CP | 0–5     | Bayern München                                         |
| ----------- | ------- | ------------------------------------------------------ |
|             | Rapport | Ribéry 42', 63' (str.) · Klose 57' · Toni 84', 90+1' · |

| Estádio José Alvalade, Lissabon Tilskuere: 35.163 Dommer: Bertrand Layec (Frankrig) |

| 25. februar 2009 20:45 |

| Chelsea    | 1–0     | Juventus |
| ---------- | ------- | -------- |
| Drogba 12' | Rapport |          |

| Stamford Bridge, London Tilskuere: 38.079 Dommer: Olegário Benquerença (Portugal) |

### Returkamp
| 10. marts 2009 20:45 |

| Panathinaikos | 1–2     | Villarreal                   |
| ------------- | ------- | ---------------------------- |
| Mantzios 55'  | Rapport | Ibagaza 49' · Llorente 70' · |

| Athens Olympiske Stadion, Athen Tilskuere: 60.616 Dommer: Massimo Busacca (Schweiz) |

Villarreal vandt 3–2 samlet.
| 10. marts 2009 20:45 |

| Liverpool                                          | 4–0     | Real Madrid |
| -------------------------------------------------- | ------- | ----------- |
| Torres 16' · Gerrard 28' (str.), 47' · Dossena 88' | Rapport |             |

| Anfield, Liverpool Tilskuere: 42.550 Dommer: Frank De Bleeckere (Belgien) |

Liverpool vandt 5–0 samlet.
| 10. marts 2009 20:45 |

| Bayern München                                                                                           | 7–1     | Sporting CP    |
| --- | ------- | -------------- |
| Podolski 7', 34' · Polga 39' (sm.) · Schweinsteiger 43' · Van Bommel 74' · Klose 82' (str.) · Müller 90' | Rapport | Moutinho 42' · |

| Allianz Arena, München Tilskuere: 65.000 Dommer: Martin Hansson (Sverige) |

Bayern München vandt 12–1 samlet.
| 10. marts 2009 20:45 |

| Juventus                            | 2–2     | Chelsea                     |
| ----------------------------------- | ------- | --------------------------- |
| Iaquinta 19' · Del Piero 74' (str.) | Rapport | Essien 45+1' · Drogba 83' · |

| Stadio Olimpico di Torino, Turin Tilskuere: 27.319 Dommer: Alberto Undiano Mallenco (Spanien) |

Chelsea vandt 3–2 samlet.
| 11. marts 2009 20:45 |

| Porto | 0–0     | Atlético Madrid |
| ----- | ------- | --------------- |
|       | Rapport |                 |

| Estádio do Dragão, Porto Tilskuere: 46.509 Dommer: Pieter Vink (Holland) |

Atlético Madrid 2–2 Porto samlet. Porto vandt på reglen om udebanemål.
| 11. marts 2009 20:45 |

| Barcelona                                            | 5–2     | Lyon                       |
| ---------------------------------------------------- | ------- | -------------------------- |
| Henry 25', 27' · Messi 40' · Eto'o 43' · Keita 90+5' | Rapport | Makoun 44' · Juninho 48' · |

| Camp Nou, Barcelona Tilskuere: 86.368 Dommer: Tom Henning Øvrebø (Norge) |

Barcelona vandt 6–3 samlet.
| 11. marts 2009 20:45 |

| Roma    | 1–0 (e.f.s.) | Arsenal |
| ------- | ------------ | ------- |
| Juan 9' | Rapport      |         |

| Stadio Olimpico, Rom Tilskuere: 62.383 Dommer: Manuel Mejuto González (Spanien) |

|                                                                |     | Straffesparkskonkurrence                                    |  |
| Pizarro Vučinić Baptista Montella Totti Aquilani Riise Tonetto | 6–7 | Eduardo van Persie Walcott Nasri Denílson Touré Sagna Diaby |  |

Arsenal 1–1 Roma samlet. Arsenal vandt 7–6 efter straffesparkskonkurrence.
| 11. marts 2009 20:45 |

| Manchester United      | 2–0     | Internazionale |
| ---------------------- | ------- | -------------- |
| Vidić 4' · Ronaldo 49' | Rapport |                |

| Old Trafford, Manchester Tilskuere: 74.769 Dommer: Wolfgang Stark (Tyskland) |

Manchester United vandt 2–0 samlet.

## Kvartfinaler
Første kampe blev spillet 7. og 8. april, mens returkampene blev spillet 14. og 15. april.
| Hold 1            | Samlet | Hold 2         | 1. kamp | 2. kamp |
| ----------------- | ------ | -------------- | ------- | ------- |
| Villarreal        | 1–4    | Arsenal        | 1-1     | 0-3     |
| Manchester United | 3–2    | Porto          | 2–2     | 1–0     |
| Liverpool         | 5–7    | Chelsea        | 1–3     | 4–4     |
| Barcelona         | 5–1    | Bayern München | 4–0     | 1-1     |

### Første kamp
| 7. april 2009 20:45 |

| Villarreal | 1–1     | Arsenal        |
| ---------- | ------- | -------------- |
| Senna 10'  | Rapport | Adebayor 66' · |

| Estadio El Madrigal, Villarreal Tilskuere: 21.577 Dommer: Tom Henning Øvrebø (Norge) |

| 7. april 2009 20:45 |

| Manchester United      | 2–2     | Porto                        |
| ---------------------- | ------- | ---------------------------- |
| Rooney 15' · Tevez 85' | Rapport | Rodríguez 4' · Mariano 89' · |

| Old Trafford, Manchester Tilskuere: 74.517 Dommer: Konrad Plautz (Østrig) |

| 8. april 2009 20:45 |

| Liverpool | 1–3     | Chelsea                          |
| --------- | ------- | -------------------------------- |
| Torres 6' | Rapport | Ivanović 39', 62' · Drogba 67' · |

| Anfield, Liverpool Tilskuere: 42.543 Dommer: Claus Bo Larsen (Danmark) |

| 8. april 2009 20:45 |

| Barcelona                             | 4–0     | Bayern München |
| ------------------------------------- | ------- | -------------- |
| Messi 9', 38' · Eto'o 12' · Henry 43' | Rapport |                |

| Camp Nou, Barcelona Tilskuere: 93.219 Dommer: Howard Webb (England) |

### Returkamp
| 14. april 2009 20:45 |

| Chelsea                                  | 4–4     | Liverpool                                                |
| ---------------------------------------- | ------- | -------------------------------------------------------- |
| Drogba 51' · Alex 57' · Lampard 76', 89' | Rapport | Aurélio 19' · Alonso 28' (str.) · Lucas 81' · Kuyt 83' · |

| Stamford Bridge, London Tilskuere: 38.286 Dommer: Luis Medina Cantalejo (Spanien) |

Chelsea vandt 7–5 samlet.
| 14. april 2009 20:45 |

| Bayern München | 1–1     | Barcelona   |
| -------------- | ------- | ----------- |
| Ribéry 47'     | Rapport | Keita 73' · |

| Allianz Arena, München Tilskuere: 66.000 Dommer: Roberto Rosetti (Italien) |

Barcelona vandt 5–1 samlet.
| 15. april 2009 20:45 |

| Arsenal                                            | 3–0     | Villarreal |
| -------------------------------------------------- | ------- | ---------- |
| Walcott 10' · Adebayor 60' · van Persie 69' (str.) | Rapport |            |

| Emirates Stadion, London Tilskuere: 59.233 Dommer: Wolfgang Stark (Tyskland) |

Arsenal vandt 4–1 samlet.
| 15. april 2009 20:45 |

| Porto | 0–1     | Manchester United                           |
| ----- | ------- | ------------------------------------------- |
|       | Rapport | Ronaldo 6' (vinder af FIFA Puskás-prisen) · |

| Estádio do Dragão, Porto Tilskuere: 50.010 Dommer: Massimo Busacca (Schweiz) |

Manchester United vandt 3–2 samlet.

## Semifinaler
Rundens første kampe blev spillet 28. og 29. april, mens returopgørene fandt sted 5. og 6. maj.
| Hold 1            | Samlet  | Hold 2  | 1. kamp | 2. kamp |
| ----------------- | ------- | ------- | ------- | ------- |
| Manchester United | 4-1     | Arsenal | 1-0     | 3-1     |
| Barcelona         | 1-1 (u) | Chelsea | 0–0     | 1-1     |

### Første kamp
| 28. april 2009 20:45 |

| Barcelona | 0–0     | Chelsea |
| --------- | ------- | ------- |
|           | Rapport |         |

| Camp Nou, Barcelona Tilskuere: 95.231 Dommer: Wolfgang Stark (Tyskland) |

| 29. april 2009 20:45 |

| Manchester United | 1–0     | Arsenal |
| ----------------- | ------- | ------- |
| O'Shea 17'        | Rapport |         |

| Old Trafford, Manchester Tilskuere: 74.733 Dommer: Claus Bo Larsen (Danmark) |

### Returkamp
| 5. maj 2009 20:45 |

| Arsenal               | 1–3     | Manchester United            |
| --------------------- | ------- | ---------------------------- |
| van Persie 76' (str.) | Rapport | Park 8' · Ronaldo 11', 61' · |

| Emirates Stadion, London Tilskuere: 59.867 Dommer: Roberto Rosetti (Italien) |

Manchester United vandt 4–1 samlet.
| 6. maj 2009 20:45 |

| Chelsea   | 1–1     | Barcelona       |
| --------- | ------- | --------------- |
| Essien 9' | Rapport | Iniesta 90+3' · |

| Stamford Bridge, London Tilskuere: 37.857 Dommer: Tom Henning Øvrebø (Norge) |

Barcelona endte 1–1 Chelsea. Barcelona vandt på reglen om udebanemål.

## Finale
| 27. maj 2009 20:45 |

| Barcelona             | 2-0     | Manchester United |
| --------------------- | ------- | ----------------- |
| Eto'o 10' · Messi 70' | Referat |                   |

| Stadio Olimpico, Rom Tilskuere: 62.467 Dommer: Massimo Busacca (Schweiz) |